# Andreas Mann
Andreas Mann (* 1967 in der DDR) ist ein deutscher Wirtschaftsmediator und ehemaliger Moderator.

## Leben
Andreas Mann wuchs in der DDR auf. Seine Schullaufbahn beendete er im Jahr 1985 mit dem Abitur in Grimma.
Er absolvierte danach in Dresden ein Studium der Staatswissenschaften. Danach war er beruflich zunächst einige Jahre lang in verschiedenen Bereichen tätig, wie beispielsweise im Außenhandel eines Unternehmens für Tiernahrung oder auch als Verkaufsstellenleiter in verschiedenen Renault-Autohäuser-Filialen. Er moderierte von 1995 bis 2001 mehrere Hörfunksendungen bei dem Sender Radio PSR. Anschließend gehörte er von 2001 bis zum Dezember 2012 elf Jahre lang zum Moderatoren-Team des Regionalmagazins Sachsen-Anhalt heute im Mitteldeutschen Rundfunk (MDR). Durch diese Tätigkeit wurde er in den Neuen Bundesländern einem breiten Publikum bekannt. Daneben moderierte er auch verschiedene Veranstaltungen wie Firmenfeiern, Kongresse, Tagungen oder Seminare in Mitteldeutschland. Für den Mitteldeutschen Rundfunk war er zudem viele Jahre lang als Außenreporter und als Sprecher von Dokumentationen tätig.
Seit 2013 ist Andreas Mann hauptsächlich als Wirtschaftsmediator tätig. Neben seiner Muttersprache Deutsch spricht er auch fließend Englisch, Französisch und Russisch.

## Trivia
In seiner Funktion als Moderator der Regionalsendung hatte er im Jahr 2012 am Ende des Films Im Banne der Rouladenkönigin des Comedy-Duos Elsterglanz einen kurzen Auftritt.